# White Bird (film)
White Bird (White Bird in a Blizzard) è un film del 2014 diretto da Gregg Araki. Si tratta dell'adattamento cinematografico dell'omonimo romanzo thriller di Laura Kasischke.

## Trama
Kat Connor ha 17 anni quando sua madre, una donna dalla personalità complessa, scompare misteriosamente. Avendo vissuto tutta l'adolescenza in un clima di soffocamento e repressione emotiva, Kat considera quasi una liberazione la sua improvvisa assenza e il padre, un uomo succube della moglie e di poco polso, non può certo biasimarla. Con il trascorrere del tempo però, Kat inizia gradualmente a fare i conti con quanto la scomparsa della figura materna gravi sulla sua esistenza. Un giorno, tornando a casa per un periodo di vacanza dal college, è costretta a confrontarsi con uno sconvolgente segreto che si cela dietro quell'inspiegata supposta partenza. Kat scopre infatti che la madre tradiva il padre con Phil, un suo ex, e all'epoca dei fatti ancora suo fidanzatino. Una sera, prima della sua partenza per ritornare al college, nel tentativo di aprire il congelatore in cantina per rinfrescare la birra, nota che è stato blindato con un lucchetto dal padre, il quale proprio in quel momento interviene per evitare che lei tenti di forzarlo. In una notte angosciosa, Kat fa uno dei suoi sofferti sogni in cui vede la madre che le chiede aiuto dal fondo di un lago ghiacciato. Kat sospetta che ci sia qualcosa da scoprire dentro quel congelatore e, in preda alla curiosità ma anche alla paura, riprova ad aprirlo, riuscendoci con un codice che suo padre utilizzava sempre, sin da quando era piccola. Con sollievo al suo interno vi trova solo carne e pesce surgelati perciò, quando il padre la sorprende nuovamente alle spalle, si sente una stupida per aver sospettato di lui. Subito dopo la sua partenza per il college il padre viene però arrestato. Ha confessato infatti di essere stato effettivamente lui ad uccidere la moglie e di averla nascosta nel congelatore per conservarne il corpo: dopo il primo tentativo di Kat di aprire il congelatore, il padre per sicurezza ha spostato il cadavere, seppellendolo in montagna. Kat non rivedrà comunque più l'unico genitore rimastole, perché questi si uccide in prigione in preda ai rimorsi. Il flash-back finale mostra l'antefatto: si vede la madre rientrare in casa e, raggiunta la camera da letto, sorprendere suo marito insieme a Phil, nudi e intenti a fare sesso. La madre a quella vista scoppia in una lunga fragorosa risata, allo stesso tempo isterica, liberatoria e canzonatoria. Così il padre, sentendosi scoperto e umiliato, in preda alla rabbia, la uccide strangolandola. Kat riappacificandosi pietosamente con la memoria di entrambi i genitori, rimane quindi orfana per un destino beffardo, a causa del balordo Phil, che intesseva relazioni con ognuno dei membri della sua famiglia. Compresa lei.

## Distribuzione
Il film è stato mostrato in anteprima al Sundance Film Festival il 20 gennaio 2014. In seguito viene distribuito nelle sale statunitensi a partire dal 24 ottobre 2014. In Italia è stato trasmesso su Rai Movie il 12 gennaio 2017 col titolo originale ed è stato poi distribuito in home video da Koch Media il 24 gennaio.